# Piper PA-32
O Piper PA-32 Cherokee Six é uma família de aviões monomotores de asas fixas fabricado nos Estados Unidos pela Piper Aircraft entre 1965 e 2007.

## Desenvolvimento
A série PA-32 começou a ser produzido em 1965 com PA32-260 Cherokee Six de 260 cavalos de potencia (190 kW), seis (ou sete). Um avanço significativo do PA-28 Cherokee que possuía apenas três.
O Cherokee Six e seus sucessores possuem um compartimento de bagagem no nariz entre a cabine eo compartimento do motor, bem como uma grande porta dupla na parte de trás para facilitar o carregamento de passageiros e carga.

### PA-32-300
Em 21 de maio de 1966 a Piper obteve o "FAA type certification" uma versão com trezentos hp (220 kW) designado como o PA-32-300. Foi oferecido pela empresa como um modelo 1967.

### PA-32R
Em 1975 foi adicionado Trem de pouso retrátil, que resultou o primeiro da série PA-32R, o Piper Lance. Esta foi a primeira aeronave da família Piper Saratoga,Única aeronave de luxo na linha de montagem da Piper.

### Piper 6X
Depois da Lei Americana: General Aviation Revitalização de 1994,a produção do Trem de pouso retrátil do Saratoga foi retomada em 1995. O PA32 de asas-fixas foi re-introduzido em 2003 como o Piper 6X e o 6XT turbo. As vendas dos modelos 6X e 6XT não atender às expectativas e produção cessou no final de 2007.

### Protótipo PA-34
Piper construiu um protótipo PA32-260 com motores IO-360 montados nas asas. O avião trimotor foi o "prova-de-conceito" para a versão bimotor do Cherokee Six, o PA-34 Seneca.

## Variantes

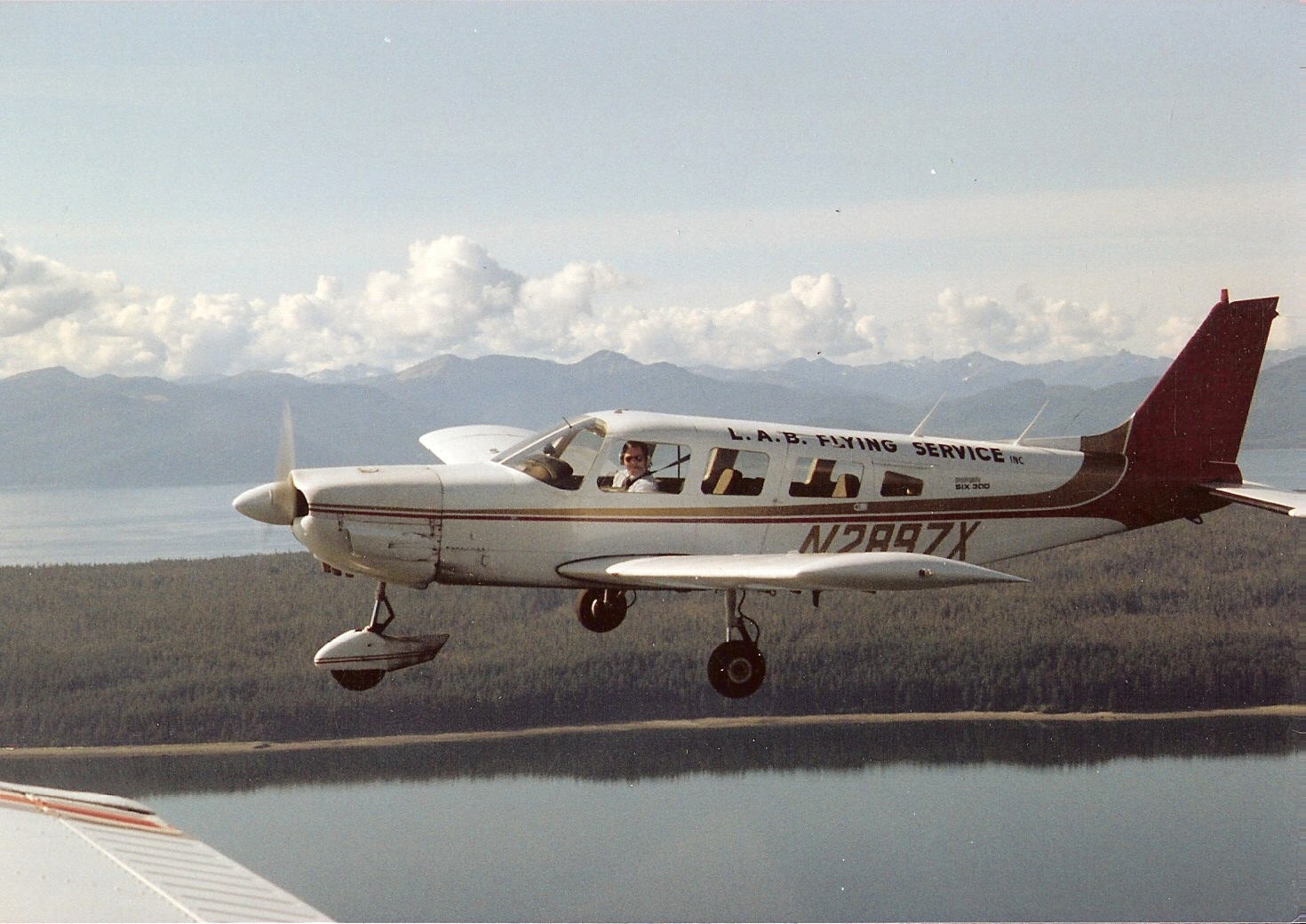
Um Piper PA-32-300 (N2897X) sobrevoando uma lagoa no Alaska

PA-32-250 Cherokee Six
Protótipo com motor Lycoming O-540 de 250hp, dois produzidos.
PA-32-260 Cherokee Six
Variante de produção com moto Lycoming O-540-E4B5 de 260hp.
PA-32-260 Cherokee Six B
Modelo de 1969, com maior espaço na cabine.
PA-32-260 Cherokee Six C
Modelo de 1970, com pequenas alterações
PA-32-260 Cherokee Six D
Modelo de 1971, com pequenas alterações
PA-32-260 Cherokee Six E
Modelo de 1972, com alterações no painel de instrumentos
PA-32-300 Cherokee Six
Variante com motor Lycoming O-540-K de 500hp, chamado de Piper Six 300 após 1979.
PA-32-300 Cherokee Six B
Modelo de 1969, com alterações no painel de instrumentos
PA-32-300 Cherokee Six C
Modelo de 1970
PA-32-300 Cherokee Six D
Modelo de 1971
PA-32-300 Cherokee Six E
Modelo de 1972
PA-32-300LD
Variante experimental de baixa resistência para aumentar a eficiência de combustível, um produzido
PA-32S-300 Seaplane Version
Modelo com flutuadores.
PA-32-301 Saratoga
Variante dos anos 1980 com motor Lycoming IO-540-K1G5 de 300hp
PA-32-301T Turbo Saratoga
Saratoga com um turbocompressor Lycoming TIO-540-S1AD e carenagem revista.
PA-32-3M
Protótipo tri-motor modificado do PA-32 com dois Lycoming O-235 de 115hp instalados nas asas, para o desenvolvimento do PA-34 Seneca.

## Especificações (modelo PA-32-300 de 1972)

### Características Gerais
- Tripulação: 1
- Capacidade: 6 (ou 7)
- Comprimento: 8.4 m
- Envergadura: 10.0 m
- Altura: 2.4 m
- Área de Asa: 16.5 m²
- Peso Vazio: 811 kg
- Peso Bruto: 1542 kg
- Motor: 1 × Lycoming IO-540-K1A5, 300 hp (225 kW)

### Desempenho de Voo
- Velocidade Máxima: 280 km/h
- Velocidade de Cruzeiro: 272 km/h
- Alcance: 1361 km
- Teto de Serviço: 4950 m
- Taxa de subida: 5.3 m/s